# Johnson City (Oregon)
Johnson City è una città degli Stati Uniti d'America situata nell'Oregon, nella Contea di Clackamas.